# 畢格羅 (阿肯色州)
畢格羅（英語：Bigelow）是一個位於美國阿肯色州佩里縣的城市。

## 地理
畢格羅的座標為34°59′57″N 92°37′52″W / 34.99917°N 92.63111°W，而該地的平均海拔高度為92米（即302英尺）。

## 人口
根據2020年美國人口普查的數據，畢格羅的面積為2.43平方千米，皆為陸地。當地共有人口352人，而人口密度為每平方千米129人。